# ملعب رجب طيب أردوغان
ملعب رجب طيب أردوغان (بالتركية: Recep Tayyip Erdoğan Stadyumu)‏ أو ملعب قاسم باشا (بالتركية: Kasımpaşa Stadyumu)‏ هو ملعب متعدد الاستخدام في حي قاسم باشا بإسطنبول، تركيا. غالباً ما يتم استخدامه لاستضافة مباريات كرة القدم ويعتبر الملعب البيتي لنادي قاسم باشا الرياضي. سمي تيمناً بالرئيس التركي رجب طيب أردوغان الذي ينحدر من قاسم باشا. تبلغ قدرته الاستيعابية على احتضان 14،234 متفرج.

## معرض الصور

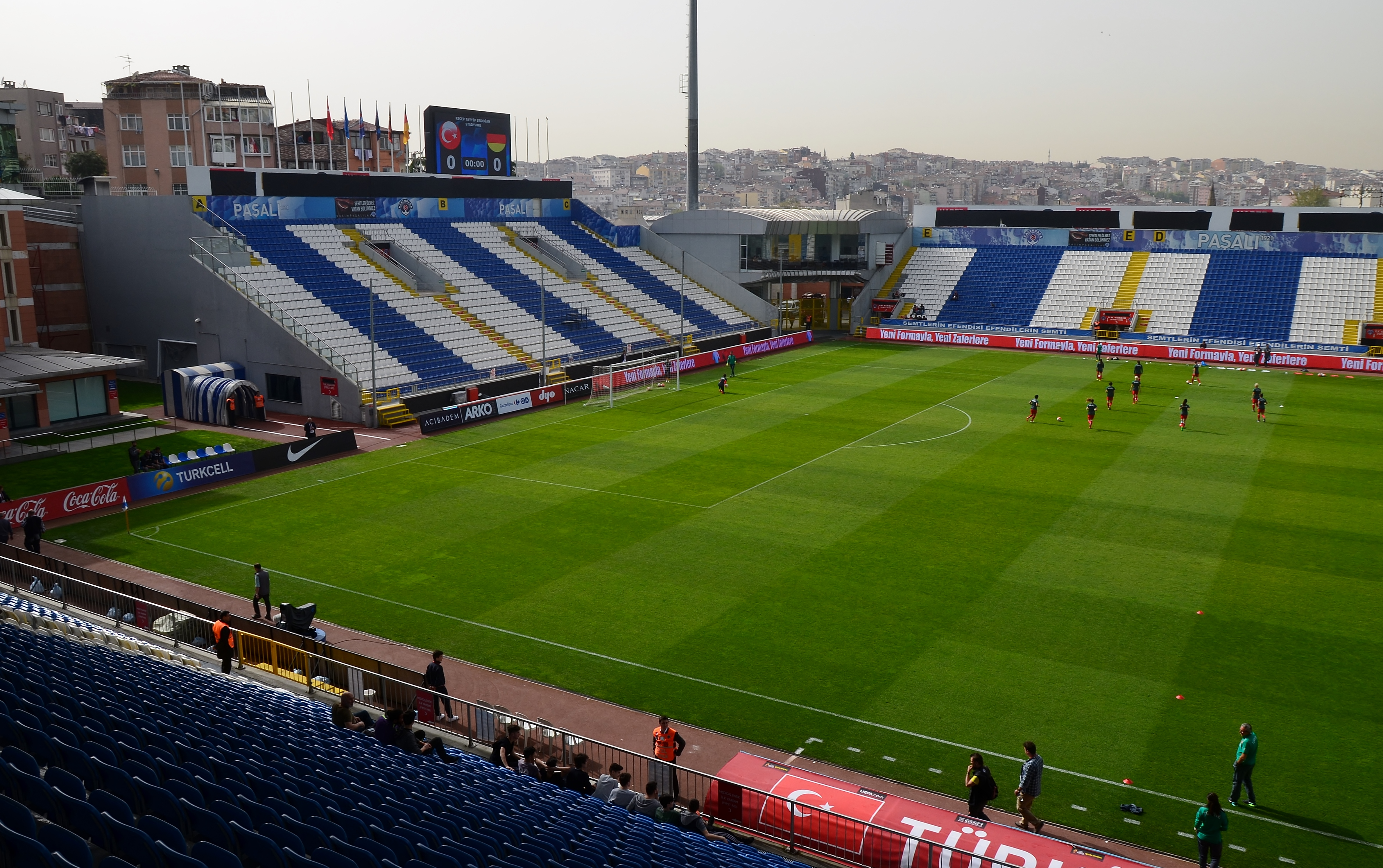
ملعب رجب طيب أردوغان
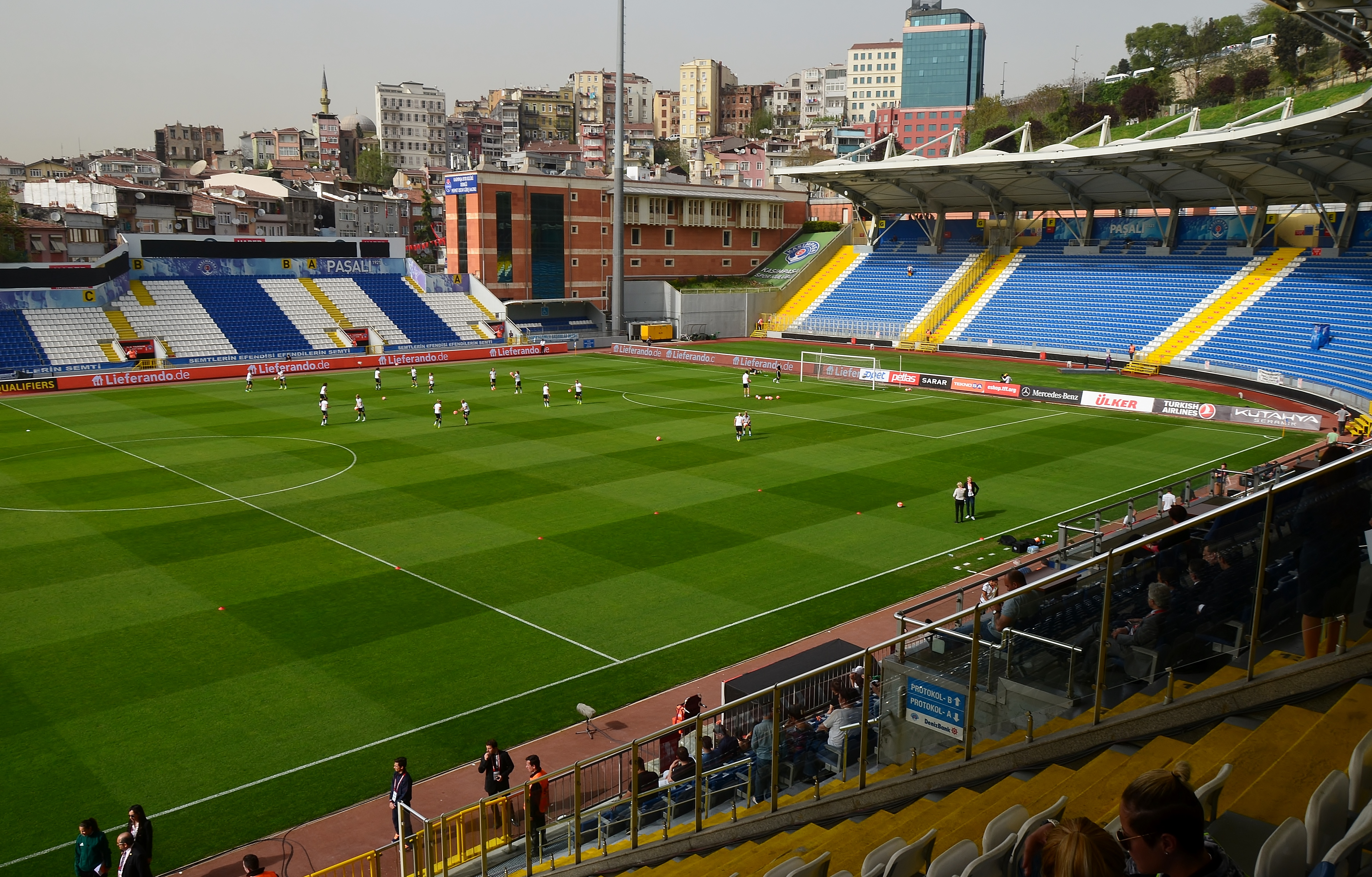
ملعب رجب طيب أردوغان

## روابط خارجية
- صور مختلفة